# Prosperowo
Prosperowo – osada w Polsce położona w województwie kujawsko-pomorskim, w powiecie bydgoskim, w gminie Sicienko.
W latach 1975–1998 miejscowość administracyjnie należała do województwa bydgoskiego.